# Eumecosoma staurophorum
Eumecosoma staurophorum là một loài ruồi trong họ Asilidae. Eumecosoma staurophorum được Schiner miêu tả năm 1868. Loài này phân bố ở vùng Tân nhiệt đới.